# Nagroda Satelita za najlepszą scenografię i dekoracje wnętrz
Laureaci Satelity w kategorii najlepsza scenografia i dekoracje wnętrz:

## Lata 90
1996: Catherine Martin – Romeo i Julia

nominacje:
- Stuart Craig – Angielski pacjent
- Brian Morris – Evita
- Tim Harvey – Hamlet
- Janet Patterson – Portret damy

1997: Peter Lamont – Titanic

nominacje:
- Rick Carter – Amistad
- Jan Roelfs – Gattaca – szok przyszłości
- John F. Beard – Miłość i śmierć w Wenecji
- Jeannine Oppewall – Tajemnice Los Angeles

1998: Dennis Gassner – Truman Show

nominacje:
- John Myhre – Elizabeth
- Jeannine Oppewall – Miasteczko Pleasantville
- Kristi Zea – Pokochać
- Martic Childs – Zakochany Szekspir

1999: Rick Heinrichs, Ken Court, John Dexter, Andy Nicholson, Leslie Tomkins – Jeździec bez głowy

nominacje:
- Francesco Frigeri, Bruno Cesari – 1900: Człowiek legenda
- Luciana Arrighi, Lek Chaiyan Chunsuttiwat, John Ralph, Paul Ghirardani – Anna i król
- Ji Weihua, Tu Juhua – Cesarz i zabójca
- Michael Howells, Katie Lee – Idealny mąż
- Dante Ferretti – Tytus Andronikus

## 2000–2009
2000: Don Taylor – Świat zabawy

nominacje:
- Keith Pain – Gladiator
- Michael Corenblith – Grinch: Świąt nie będzie
- Timmy Yip – Przyczajony tygrys, ukryty smok
- Keith P. Cunningham – Traffic

2001: Ian Gracie, Catherine Martin, Anne Beauchamp – Moulin Rouge!

nominacje:
- Stephen Altman, Anna Pinnock – Gosford Park
- Stuart Craig – Harry Potter i Kamień Filozoficzny
- Benjamín Fernández, Emilio Ardura, Elli Griff – Inni
- Grant Major, Dan Hennah – Władca Pierścieni: Drużyna Pierścienia

2002: Dante Ferretti – Gangi Nowego Jorku

nominacje:
- Luc Chalon, Oshin Yeghiazariantz – CQ
- Richard L. Johnson, Dennis Gassner – Droga do zatracenia
- Felipe Fernández del Paso, Hania Robledo – Frida
- Sarah Knowles – Złap mnie, jeśli potrafisz

2003: Grant Major, Dan Hennah, Alan Lee – Władca Pierścieni: Powrót króla

nominacje:
- Grant Major, Grace Mok – Jeździec wielorybów
- Yohei Taneda, David Wasco, Sandy Reynolds-Wasco – Kill Bill
- Jeannine Oppewall, Leslie A. Pope – Niepokonany Seabiscuit
- Lilly Kilvert, Gretchen Rau – Ostatni samuraj
- William Sandell, Robert Gould – Pan i władca: Na krańcu świata

2004: Eve Stewart, John Bush, John Hill – De-Lovely

nominacje:
- Dante Ferretti, Francesca Lo Schiavo – Aviator
- Zhong Han – Dom latających sztyletów
- Kevin Conran, Kirsten Conran, Pier Luigi Basile – Sky Kapitan i świat jutra
- Anthony Pratt, Celia Bobak – Upiór w operze
- Maria Djurkovic, Tatiana Lund – Vanity Fair. Targowisko próżności

2005: James D. Bissell – Good Night and Good Luck

nominacje:
- Gavin Bocquet, Richard Roberts – Gwiezdne wojny: część III – Zemsta Sithów
- Arthur Max – Królestwo niebieskie
- Luigi Marchione, Vlad Vieru – Modigliani, pasja tworzenia
- Jeanette Scott, David Hack – Sin City: Miasto grzechu
- John Myhre – Wyznania gejszy

2006: Henry Bumstead, Jack G. Taylor Jr., Richard C. Goddard – Sztandar chwały

nominacje:
- John Myhre, Tomas Voth, Nancy Haigh – Dreamgirls
- Eugenio Caballero – Labirynt fauna
- K.K. Barrett – Maria Antonina
- Owen Paterson, Marco Bittner Rosser, Sarah Horton, Sebastian T. Krawinkel, Stephan O. Gessler – V jak vendetta

2007: Guy Dyas, David Allday – Elizabeth: Złoty wiek

nominacje:
- David Allday, Matthew Gray, Charles Wood – Głos wolności
- Dennis Davenport, David Gropman – Lakier do włosów
- Mark Friedberg, Peter Rogness – Po drugiej stronie globu
- Mark Tildesley, Gary Freeman, Stephen Morahan, Denis Schnegg – W stronę słońca
- Patricia Norris, Martin Gendron, Troy Sizemore – Zabójstwo Jesse’ego Jamesa przez tchórzliwego Roberta Forda

2008: Catherine Martin, Ian Gracie, Karen Murphy, Beverley Dunn – Australia

nominacje:
- Donald Graham Burt, Tom Reta – Ciekawy przypadek Benjamina Buttona
- Kristi Zea, Debra Schutt – Droga do szczęścia
- Karen Wakefield, Michael Carlin – Księżna
- Jon Billington, Martin Laing – Miasto Cienia
- Alice Normington – Powrót do Brideshead

2009: Ian Phillips, Dan Bishop – Samotny mężczyzna

nominacje:
- Barry Chusid, Elizabeth Wilcox – 2012
- Chris Kennedy – Droga
- Anastasia Masaro – Parnassus
- Eddy Wong – Trzy królestwa
- Nathan Crowley, Patrick Lumb, William Ladd Skinner – Wrogowie publiczni

## 2010–2019
2010: Guy Hendrix Dyas, Luke Freeborn, Brad Ricker, Dean Wolcott – Incepcja

nominacje:
- Robert Stromberg, Stefan Dechant – Alicja w Krainie Czarów
- Philippe Cord'homme, Kathy Lebrun, Marie-Hélène Sulmoni – Chanel i Strawiński
- David Stein, Thérèse DePrez – Czarny łabędź
- Francesca Balestra Di Mottola – Jestem miłością
- Nigel Churcher, Marcus Rowland – Scott Pilgrim kontra świat
- Dante Ferretti, Max Biscoe, Robert Guerra, Christina Ann Wilson – Wyspa tajemnic